# Pachoque de Mardepetacânia
Pachoque (em armênio: Պաճոկ; romaniz.: Pačok) foi um oficial armênio do século V. Em 483, era chefe da brigada do Principado de Mardepetacânia da família Arzerúnio. Nessa época, Vaanes I, o líder da rebelião contra o Império Sassânida, enviou-o com outros nobres como guardiões de juramento para o oficial persa Nixor, que havia sido enviado à Armênia para discutir.